# ガスマタ
ガスマタ（英: Gasmata）はパプアニューギニアのニューブリテン島の西ニューブリテン州南岸にある村。
太平洋戦争中の1942年2月、日本軍は村を占領した。
ラバウルから東ニューギニアへの前進中継基地として、村の西にあるスルミ半島に飛行場が建設された。
1943年3月、オーストラリア人捕虜を背中から銃殺処刑する戦争犯罪が発生した。
1944年3月28日、ガスマタはオーストラリア陸軍部隊によって再占領された。
スルミ半島の飛行場はガスマタ空港として戦後も運用されており、村の中心部は空港の周辺に移った。